# 王沟镇
王沟镇，是中华人民共和国江苏省徐州市丰县下辖的一个乡镇级行政单位。

## 行政区划
王沟镇下辖以下地区：
王沟社区、单楼社区、程集社区、单楼村、苗城集村、蒋屯村、孙油坊村、赵集村、刘电池村、张王集村、杂坡地村、石洼村、许庙村、梁楼村、引河涯村、刘菜园村、蒋老家村、王沟村、邵楼村、周庄寨村、张庄村、王老家村、李六村、刘元集村、刘小集村、张蒋河村、王半截楼村、梁饭棚村、两合集村、曹楼村、程集村、陈庄村、王大庄村和丁楼村。